# Фримбурк (Чешки Крумлов)
Фримбурк (чеш. Frymburk) је насељено мјесто са административним статусом варошице (чеш. městys) у округу Чешки Крумлов, у Јужночешком крају, Чешка Република.

## Становништво
Према подацима о броју становника из 2014. године насеље је имало 1.265 становника.